# مقاطعة كيلدير
مقاطعة كيلدير (بالأيرلندية: Contae Chill Dara) هي إحدى مقاطعات أيرلندا الاثنين والثلاثين. تقع في محافظة لاينستر وتمت تسمية المقاطعة نسبة إلى مدينة كيلدير.
تصنف المقاطعة بالترتيب الرابع والعشرون بين مقاطعات أيرلندا بالنسبة إلى حجمها، أما بالنسبة لعدد السكان فترتيبها المقاطعة السابعة.

## أعلام
- مايك فلين
- شون باور
- مولي كيني
- شاين كونولي
- ديفون موراي

## روابط إضافية
- County Kildare Community Network
- http://www.kildare.ie
- http://www.kildarecoco.ie